# Commission royale d'enquête sur tous les griefs affectant les sujets de Sa Majesté dans le Bas-Canada
La Commission royale d'enquête sur tous les griefs affectant les sujets de Sa Majesté dans le Bas-Canada (Royal Commission for the Investigation of all Grievances Affecting His Majesty's Subjects of Lower Canada) est une commission royale d'enquête mise sur pied en 1835, sept ans après la publication du rapport d'un Comité spécial de la Chambre des Communes sur le gouvernement civil du Bas-Canada dans lequel des modifications constitutionnelles importantes avait été recommandées.
C'est le nouveau gouverneur général de l'Amérique du Nord britannique, Archibald Acheson, 2e comte de Gosford, qui dirigea la commission d'enquête avec l'aide de deux autres commissaires, Charles Edward Grey et George Gipps. Des instructions sur la façon de conduire l'enquête leur furent remises par Charles Grant, 1er baron Glenelg, secrétaire d'État à la guerre et aux colonies.

## Le rapport
Cinq rapports, en plus d'un sixième rapport général furent préparés par la commission.
Les commissaires publièrent un premier rapport sur les questions financières en janvier 1836. Rédigé par Gipps, le rapport recommandait que tous les revenus de la couronne soient rendus à l'Assemblée législative à l'exception d'une liste civile modeste. Un deuxième rapport fut publié en mars. Il recommandait l'abrogation du Revenue Act de 1831 afin que l'exécutif dispose de fonds suffisants pour la livraison des services essentiels du gouvernement. En mai, un troisième rapport rejeta la proposition de la Chambre d'Assemblée du Bas-Canada de modifier la constitution de façon que les membres du Conseil exécutif soient responsables devant celle-ci.
Le rapport final fut publié le 17 novembre, 1836. Il rejeta la proposition de modifier le système électoral de façon à augmenter la représentation des colons britanniques dans la colonie.
Les travaux de la commission servent de point de départ à la rédaction des dix résolutions que John Russell, Secrétaire d'État au département de l'intérieur, présente à la Chambre des communes britannique le 6 mars 1837.